# Eleccions legislatives macedònies de 2008
Les eleccions legislatives macedònies de 2008 se celebraren l'1 de juny de 2008 per a renovar els 120 membres de l'Assemblea de la República de Macedònia. El vencedor fou la coalició Per una Macedònia Millor, encapçalada per la VMRO–DPMNE, i el seu cap Nikola Gruevski fou renovat com a primer ministre de Macedònia.
Es van convocar després que l'Assemblea de la República de Macedònia va votar a favor de dissoldre's el 12 d'abril de 2008. La proposta la va fer la Unió Democràtica per la Integració després de Grècia va vetar l'oferta de Macedònia a unir-se a l'OTAN en la cimera de Bucarest del 2008 a causa de la disputa sobre el nom de Macedònia, i la petició va ser recolzada per la coalició governant del VMRO–DPMNE i el Partit Democràtic dels Albanesos; fou boicotejada per l'oposició Unió Socialdemòcrata de Macedònia i el Partit Liberal Democràtic (per tant, el 70 dels 120 diputats van votar a favor de la moció, amb tots els altres absents de la votació). Aquesta és la primera vegada des de la independència el 1991 que Macedònia ha va haver de convocar eleccions parlamentàries anticipades.

## Resultats
Resultat de les eleccions d'1 de juny de 2008 per a l'Assemblea de la República de Macedònia
| Partits i coalicions                                                                  | Partits i coalicions                                                                                | Vots      | %     | Escons |
| ------------------------------------------------------------------------------------- | --------------------------------------------------------------------------------------------------- | --------- | ----- | ------ |
| Per una Macedònia millor                                                              | Organització Revolucionària Interior Macedònia - Partit Democràtic per la Unitat Nacional Macedònia | 481,602   | 48.80 | 63     |
| Per una Macedònia millor                                                              | Partit Socialista de Macedònia                                                                      | 481,602   | 48.80 | 63     |
| Per una Macedònia millor                                                              | Unió Democràtica                                                                                    | 481,602   | 48.80 | 63     |
| Per una Macedònia millor                                                              | Renaixement Democràtic de Macedònia                                                                 | 481,602   | 48.80 | 63     |
| Per una Macedònia millor                                                              | Partit Democràtic dels Turcs                                                                        | 481,602   | 48.80 | 63     |
| Per una Macedònia millor                                                              | Partit Democràtic dels Serbis                                                                       | 481,602   | 48.80 | 63     |
| Per una Macedònia millor                                                              | Unió dels Roma a Macedònia                                                                          | 481,602   | 48.80 | 63     |
| Per una Macedònia millor                                                              | Organització Revolucionària Interior de Macedònia–Macedònia                                         | 481,602   | 48.80 | 63     |
| Per una Macedònia millor                                                              | Partit Unit per l'Emancipació                                                                       | 481,602   | 48.80 | 63     |
| Per una Macedònia millor                                                              | Partit de Justícia                                                                                  | 481,602   | 48.80 | 63     |
| Per una Macedònia millor                                                              | Partit d'Acció Democràtica de Macedònia                                                             | 481,602   | 48.80 | 63     |
| Per una Macedònia millor                                                              | Partit dels Valacs Macedònia                                                                        | 481,602   | 48.80 | 63     |
| Per una Macedònia millor                                                              | Partit per la Integració dels Roma                                                                  | 481,602   | 48.80 | 63     |
| Per una Macedònia millor                                                              | Moviment Popular de Macedònia                                                                       | 481,602   | 48.80 | 63     |
| Per una Macedònia millor                                                              | Partit Democràtic dels Bosnians                                                                     | 481,602   | 48.80 | 63     |
| Per una Macedònia millor                                                              | Partit dels Verds                                                                                   | 481,602   | 48.80 | 63     |
| Per una Macedònia millor                                                              | Unió Democràtica dels Roma                                                                          | 481,602   | 48.80 | 63     |
| Per una Macedònia millor                                                              | Partit dels Treballadors Agrícoles de la República de Macedònia                                     | 481,602   | 48.80 | 63     |
| Per una Macedònia millor                                                              | Partit per la Plena Emancipació dels Roma                                                           | 481,602   | 48.80 | 63     |
| Sol – Coalició per Europa                                                             | Unió Socialdemòcrata de Macedònia                                                                   | 233,362   | 23.65 | 27     |
| Sol – Coalició per Europa                                                             | Nou Partit Socialdemòcrata                                                                          | 233,362   | 23.65 | 27     |
| Sol – Coalició per Europa                                                             | Partit Liberal Democràtic                                                                           | 233,362   | 23.65 | 27     |
| Sol – Coalició per Europa                                                             | Partit Liberal de Macedònia                                                                         | 233,362   | 23.65 | 27     |
| Sol – Coalició per Europa                                                             | Nova Alternativa                                                                                    | 233,362   | 23.65 | 27     |
| Sol – Coalició per Europa                                                             | Partit Verd de Macedònia                                                                            | 233,362   | 23.65 | 27     |
| Sol – Coalició per Europa                                                             | Partit dels Pensionistes de la República de Macedònia                                               | 233,362   | 23.65 | 27     |
| Sol – Coalició per Europa                                                             | Unió Democràtica dels Valacs a Macedònia                                                            | 233,362   | 23.65 | 27     |
| Unió Democràtica per la Integració                                                    | Unió Democràtica per la Integració                                                                  | 125,997   | 12.77 | 18     |
| Partit Democràtic dels Albanesos                                                      | Partit Democràtic dels Albanesos                                                                    | 83,678    | 8.48  | 11     |
| Partit pel Futur Europeu                                                              | Partit pel Futur Europeu                                                                            | 14,473    | 1.47  | 1      |
| Unió Democràtica Albanesa                                                             | Unió Democràtica Albanesa                                                                           | 6,513     | 0.66  | —      |
| Partit Socialdemòcrata de Macedònia                                                   | Partit Socialdemòcrata de Macedònia                                                                 | 6,406     | 0.65  | —      |
| Partit per la Prosperitat Democràtica                                                 | Partit per la Prosperitat Democràtica                                                               | 5,209     | 0.53  | —      |
| Partit dels Demòcrates Lliures                                                        | Partit dels Demòcrates Lliures                                                                      | 4,362     | 0.44  | —      |
| Partit Radical dels Serbis a Macedònia                                                | Partit Radical dels Serbis a Macedònia                                                              | 4,323     | 0.44  | —      |
| Organització dels Pares Macedonis pel Renaixement Radical – Vardar-Egej-Pirin         | Organització dels Pares Macedonis pel Renaixement Radical – Vardar-Egej-Pirin                       | 4,317     | 0.44  | —      |
| Moviment per la Unitat Nacional dels Turcs                                            | Moviment per la Unitat Nacional dels Turcs                                                          | 3,782     | 0.38  | —      |
| Unió de les Forces d'Esquerra de Tito                                                 | Unió de les Forces d'Esquerra de Tito                                                               | 3,760     | 0.38  | —      |
| Grup d'Electors PM                                                                    | Grup d'Electors PM                                                                                  | 2,744     | 0.28  | —      |
| Organització Revolucionària Interior de Macedònia–Partit Democràtic                   | Organització Revolucionària Interior de Macedònia–Partit Democràtic                                 | 2,335     | 0.24  | —      |
| Unificació Radical Permanent Macedònia                                                | Unificació Radical Permanent Macedònia                                                              | 1,856     | 0.19  | —      |
| Unió Nacional Democràtica                                                             | Unió Nacional Democràtica                                                                           | 1,654     | 0.17  | —      |
| Grup d'Electors PG                                                                    | Grup d'Electors PG                                                                                  | 449       | 0.05  | —      |
| Total (participació 57%)                                                              | Total (participació 57%)                                                                            | 1,015,034 | 100.0 | 120    |
| Font: Comissió electoral estatal Arxivat 2009-03-27 a Wayback Machine., SE Times, IHT | |           |       |        |